# Un om în sălbăticie
Un om în sălbăticie (titlul original: în engleză Man in the Wilderness) este un film western de aventuri american, realizat în 1971 de regizorul Richard C. Sarafian, protagoniști fiind actorii Richard Harris, John Huston, Henry Wilcoxon și Prunella Ransome.

## Rezumat
Căpitanul Henry conduce o expediție de cercetare în Teritoriul de Nord-Vest în 1820. El încearcă să ajungă la râul Missouri împreună cu oamenii săi și cu vânătorii cu capcane care îi însoțesc la începutul iernii. Ceea ce au vânat și capturat este transportat pe o șalupă care pe uscat este transportată pe un car tras de numeroși catâri. Unul dintre cercetașii însoțitori este Zachary Bass, care este grav rănit de un urs în timpul unui raid de vânătoare. Henry îl lasă cu doi oameni, acestea ar trebui să-l îngroape după moartea sa. Cei doi se tem însă de indienii Arikaree din zonă și după trei zile îl părăsesc pe Bass, lăsându-l în soarta lui.
Bass supraviețuiește rănilor sale și trebuie să se descurce singur în sălbăticie, trăind ca un animal și blestemându-și soarta la fel ca și căpitanul Henry. Când dă peste traseul expediției, găsește niște vânători uciși de indieni. El pătrunde din ce în ce mai adânc în pădurea sălbatică, trăind din ce în ce mai natural în ea. Îl ajută și o Biblie de buzunar pe care unul dintre camarazii săi a lăsat-o în urmă. În flashback-uri, Bass își amintește de tinerețea sa dificilă, în care tatăl său a părăsit inițial familia. La școală a fost abuzat de directorul său. Soția sa a murit ulterior născându-i fiul, care acum este crescut de soacra sa. Bass vrea să-l vadă din nou.
Între timp, căpitanul Henry și expediția sa trebuie să se apere de indienii care amenință grupul înzăpezit. Când ajung la Missouri, râul este prea puțin adânc pentru a putea folosi șalupa. În acest moment, un Bass schimbat, îngăduitor, se alătură din nou expediției.

## Distribuție
- Richard Harris – Zachary Bass
- John Huston – căpitanul Henry
- Henry Wilcoxon – căpetenia indienilor
- Prunella Ransome – Grace
- Percy Herbert – Fogarty
- Dennis Waterman – Lowrie
- Norman Rossington – Ferris
- James Doohan – Benoit
- Bryan Marshall – Potts
- Ben Carruthers – Longbow
- John Bindon – Coulter
- Robert Russell – Smith
- Sheila Raynor – mama lui Grace
- Judith Furse – sora medicală

## Lansare
Filmul Un om în sălbăticie a avut premiera în New York City, New York pe data de 24 noiembrie 1971.
În România premiera filmului a avut loc la data de 2 iulie 1973 la cinematograful „Patria” din capitală.

## Aprecieri
„ Povestea atrocelor obsesii ale unui om care învață să uite într-un western cu imagini magnifice care-i evocă, în egală măsură, pe Jack London și Herman Melville. ”—T. Caranfil , Dicționar universal de filme 

## Producție
Un om în sălbăticie se bazează pe viața lui Hugh Glass și pe încercările și necazurile expediției de pe Missouri din 1822-1823. Personajul Căpitanul Henry se bazează pe maiorul Andrew Henry de la Rocky Mountain Fur Company (Compania de blănuri din Munții Stâncoși).
Filmul a fost turnat în apropiere de Covaleda, în provincia Soria din Spania, într-un mediu care seamănă mai mult cu cel din Munții Adirondack din Munții Appalași decât cu Absaroka și râul Yellowstone, unde are loc acțiunea originală.

## Nouă adaptare
- 2015 The Revenant: Legenda lui Hugh Glass (The Revenant) în regia lui Alejandro González Iñárritu, , bazat tot pe viața lui Hugh Glass.